# Tadeusz Kozaczewski
Tadeusz Zbigniew Kozaczewski (ur. 1 stycznia 1916 w Złoczewie, zm. 22 lipca 1992 we Wrocławiu) – polski historyk sztuki i urbanistyki, od końca II wojny światowej związany z Wrocławiem i Dolnym Śląskiem, profesor Politechniki Wrocławskiej, kierownik (od 1964) Katedry Historii Architektury Powszechnej.

## Życiorys
W 1937 złożył egzamin dojrzałości w Państwowym Gimnazjum i Liceum im. Tadeusza Kościuszki w Kaliszu. W czasie okupacji w partyzantce AK, ranny w Puszczy Kampinoskiej. W 1945 przyjechał z Warszawy do Wrocławia, pełnił tu wówczas funkcję pełnomocnika Ministra Oświaty do spraw odbudowy obiektów uczelnianych oraz wrocławskich klinik Akademii Medycznej. Od 1945 do 1950 studiował na Politechnice Wrocławskiej, od trzeciego roku studiów był asystentem w Katedrze Historii Architektury Powszechnej u prof. Tadeusza Broniewskiego na Wydziale Architektury. Od 1953 do 1955 pełnił funkcję głównego projektanta w "Miastoprojekcie-Wrocław", w 1960 uzyskał stopień doktora, a w czerwcu 1963 docenta habilitowanego. Od 1964 do 1966 był prodziekanem Wydziału Architektury, w październiku 1973 otrzymał tytuł profesora.
Naukowo interesował się architekturą i urbanistyką, zarówno we Wrocławiu (m.in. po zniszczeniach wojennych), jak i w innych miastach Śląska, m.in. w Głogowie. Dowiódł, że jeszcze przed najazdami tatarskimi (w 1241) i kolonizacją niemiecką istniała na ziemiach śląskich architektura murowana. Był zwolennikiem tezy, że wzmiankowane w 1204 Civitas Wratislaviensis lokowane było na prawie polskim. Prowadził badania archeologiczne m.in. w kościołach św. Idziego i św. Marii Magdaleny we Wrocławiu oraz w kościele św. Jakuba i Krzysztofa na Psim Polu. Autor projektów odbudowy kościoła św. Marcina i Pałacu Arcybiskupiego, a także kościoła św. Piotra i Pawła na Ostrowie Tumskim we Wrocławiu.
Został pochowany na cmentarzu św. Wawrzyńca we Wrocławiu.
Jego córką była Hanna Kozaczewska-Golasz.

## Wybrane publikacje
- Rotunda w Strzelnie, 1953
- Środa Śląska, 1965
- Rozplanowanie, układ przestrzenny i rozwój miasta średniowiecznego, Wydawnictwo Politechniki Wrocławskiej, 1973
- Przejście od miasta wczesnośredniowiecznego do miasta średniowiecznego, 1989
- Wiejskie kościoły parafialne XIII wieku na Śląsku
  - (miejscowości A-G), Wydawnictwo Politechniki Wrocławskiej, 1995[4]
  - (miejscowości H-O), Wydawnictwo Politechniki Wrocławskiej, 1994
  - (miejscowości P-S), Wydawnictwo Politechniki Wrocławskiej, 1994
  - (miejscowości S-Ż) i na Łużycach, Wydawnictwo Politechniki Wrocławskiej, 1994
- Murowane domy z XIII wieku we Wrocławiu, 1995
- Głogów średniowieczny do końca XIII w. Osadnictwo i architektura, Wydawnictwo Państwowej Wyższej Szkoły Zawodowej w Głogowie, 2006, ISBN 83-922114-1-3

## Odznaczenia
- Medal 10-lecia Polski Ludowej;
- Medal 10-lecia Politechniki Wrocławskiej;
- Złoty Krzyż Zasługi;
- Odznaka 1000-lecia Państwa Polskiego;
- Złota Odznaka Politechniki Wrocławskiej;
- Krzyż Kawalerski Orderu Odrodzenia Polski;
- Złoty Medal 35-lecia Politechniki Wrocławskiej;
- Medal Komisji Edukacji Narodowej;
- Medal 40-lecia Politechniki Wrocławskiej.